# ホッキョクウサギ
ホッキョクウサギ (北極兎、学名：Lepus arcticus)はウサギ目ウサギ科ノウサギ属に属するウサギの一種。北極圏や山地のような極寒の環境に適応している。

## 分布
グリーンランドのツンドラ地域からカナダの北端にかけて分布している。

## 形態
ホッキョクウサギは現存するウサギ目の中で最も大きくなる種のひとつである。平均的な体長は43 - 70センチメートル（尾長4.5 - 10センチメートルを除いて）である。体重はおよそ2.5 - 5.5キログラムになり、大型の個体では7キログラムを超える。
極寒地域で生存するために体表は厚い毛で覆われている。分布域の南方では、同地域に生息する他の動物（オコジョやライチョウ）のように、環境の変化に伴ってカモフラージュのために毛の生え変わりが起こり、夏場は褐色や灰色、冬場は白色になる。 しかしながら、カナダから遠く離れた北方地域では夏の期間が非常に短く、年間を通して白色のままである。
長い後脚をもち、時速60キロメートル以上で走ることが可能である。

## 生態

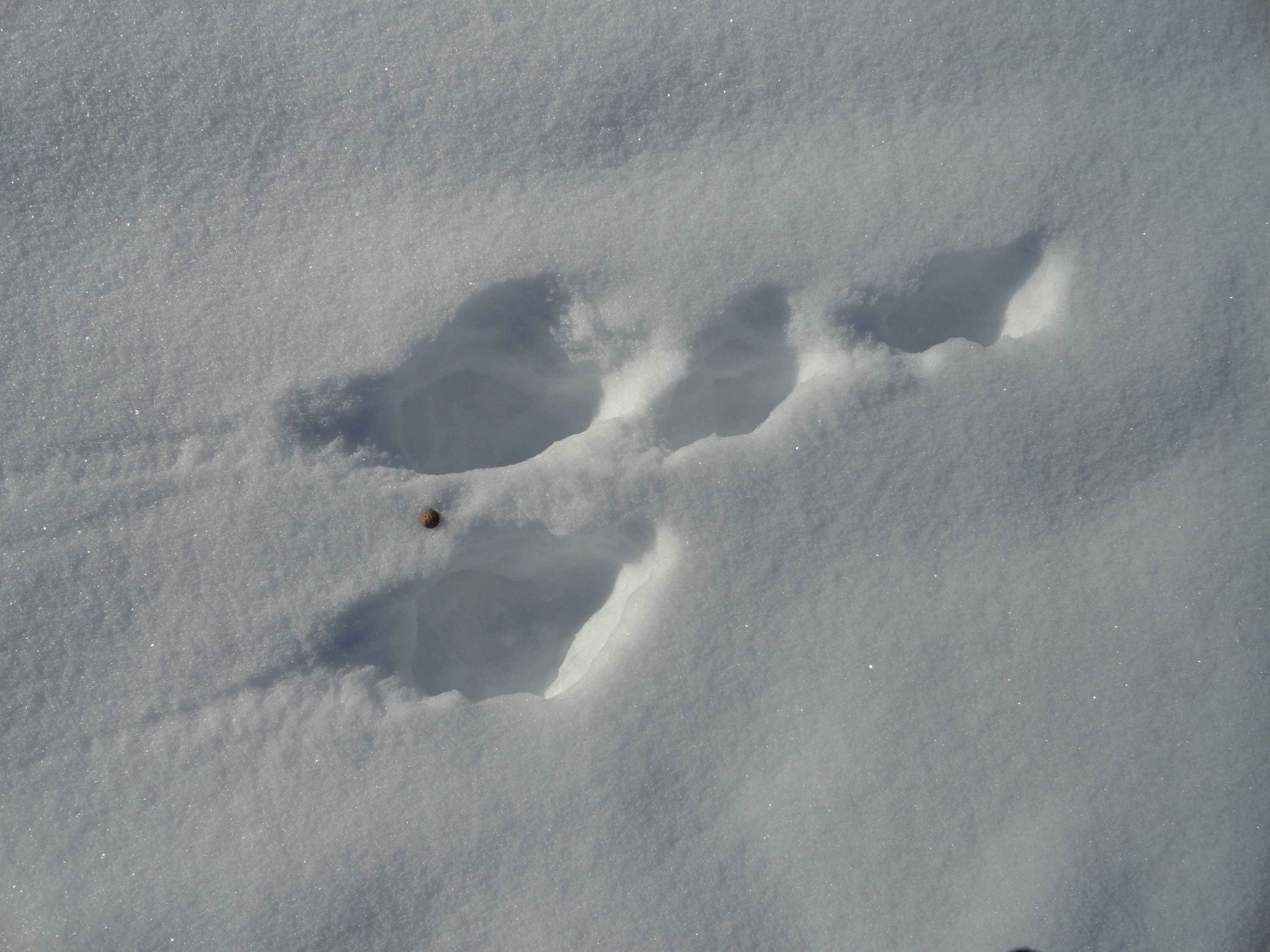
雪に残されたホッキョクウサギの足跡

主にSalix arcticaのような木本植物を食料とする。その他に、ガンコウラン属植物の芽や果実、コケや地衣類、そのほか様々な草本を食べる。雪に埋もれた植物を、前足と鼻を使って掘り起こして食べることができる。さらに、凍った魚や罠に掛かった動物の肉などを食べているとの報告がある。 
ホッキョクウサギの捕食者には、ホッキョクオオカミ、ホッキョクギツネ、オコジョがいる。
通常は単独で行動しているが、ときに大規模な群れを作って行動することがある。
1羽のオスが複数のメスと交尾する。メスは6月ごろ、およそ2 - 8羽の仔を生む（地域によって異なる）。仔は充分に成長し、単独で生存できる状態になるまで母のもとで生活する。
平均寿命は5年程度である。

## 分類
過去にユキウサギ (Lepus timidus)の亜種であると考えられていたが、現在は別種であるとされている。4亜種が存在する。
- Lepus arcticus arcticus
- Lepus arcticus banksii
- Lepus arcticus groenlandicus
- Lepus arcticus monstrabilis